# August Schenström
Ludvig August Schenström, född 5 februari 1875 på Gryta gård i Västmanlands län, död 23 september 1932 i Hedvig Eleonora församling, Stockholm, var en  svensk ateljéchef och militär. 
Schenström, som var major, arbetade som ateljéchef vid inspelningsateljéerna vid Långängen i Stocksund 1919–1921 och från 1921 som ateljéchef vid  Filmstaden Råsunda. August Schenström var son till bankdirektören Carl August Schenström och bror till Curt och Anna Schenström.

## Filmografi roller
- 1922 – Amatörfilmen
- 1921 – De landsflyktige